# Daisy Auvray
Daisy Auvray ist eine Schweizer Sängerin.

## Leben und Wirken
Die Gewinnerin des Schweizer Vorentscheids zum Eurovision Song Contest 1992 war eigentlich Géraldine Olivier mit dem Schlager Soleil, Soleil gewesen. Da der Titel aber zweimal, auf Französisch und hinterher auf Deutsch, eingereicht wurde, wurde ein Formfehler gemacht, der zur Disqualifizierung führte. Daisy Auvray wurde daher als Nachrückerin beauftragt. Mit ihrem jazzig angehauchten Schlager Mister Music Man konnte sie dann beim Contest in Malmö nur Platz 15 erreichen.
Nach dem Contest ist Daisy Auvray als Sängerin nicht mehr nennenswert in Erscheinung getreten.